# Paposo
Paposo är en gruva i Chile.   Den ligger i provinsen Provincia de Antofagasta och regionen Región de Antofagasta, i den norra delen av landet, 900 km norr om huvudstaden Santiago de Chile. Paposo ligger 1 875 meter över havet.
Terrängen runt Paposo är lite bergig. Trakten runt Paposo är nära nog obefolkad, med mindre än två invånare per kvadratkilometer.. Det finns inga samhällen i närheten. 
Trakten runt Paposo är ofruktbar med lite eller ingen växtlighet.